# 福里斯特城 (北卡羅萊納州)
福里斯特城（英語：Forest City）是一個位於美國北卡羅萊納州拉瑟福縣的城鎮。

## 人口
根據2020年美國人口普查的數據，福里斯特城的面積為22.23平方千米，當中陸地面積為22.19平方千米，而水域面積為0.04平方千米。當地共有人口7377人，而人口密度為每平方千米332人。